# Julius Kohl
Julius Kohl (* 2. Januar 1884 in Spesbach; † nach 1936) war ein deutscher Chemiker und Manager der Chemischen Industrie.

## Leben
Julius Kohl besuchte die Oberrealschule in Kaiserslautern. Nach der Reifeprüfung studierte er Chemie und Elektrochemie an der Technischen Hochschule München. 1904 wurde er Mitglied des Corps Vitruvia München. Nach Abschluss des Studiums als Diplom-Ingenieur und Promotion zum Dr.-Ing. wechselte er in die Chemische Industrie. Am Ersten Weltkrieg nahm Kohl als Reserveoffizier teil. Bei der Aktiengesellschaft für chemische Produkte vormals H. Scheidemandel mit Hauptsitz in Berlin wurde er mit der Leitung der Wiener Niederlassung betraut. Später wurde er Fabrikdirektor in Berlin und 1923 in den Vorstand berufen.